# Geodia stellosa
Geodia stellosa är en svampdjursart som först beskrevs av Voldemar Czerniavsky 1880.  Geodia stellosa ingår i släktet Geodia och familjen Geodiidae.
Artens utbredningsområde är Svarta Havet. Inga underarter finns listade i Catalogue of Life.